# Temporada do Sport Lisboa e Benfica de 2019–20 (Feminino)
A temporada 2019–2020 é a 2ª temporada desde a existência e a 1ª na Primeira Liga.

## Equipamentos

### Marca de equipamento
- Adidas

### Patrocínios
- Fly Emirates |  Sagres

### Equipamentos
| Equipamento titular | Equipamento alternativo |

## Plantel
Legenda
- : Capitão
- : Jogador lesionado

## Transferências

### Entradas
| Data | Nome | Nacionalidade | Posição | Origem | Valor | Ref. |
| ---- | ---- | ------------- | ------- | ------ | ----- | ---- |

### Saídas
| Data | Nome | Nacionalidade | Posição | Destino | Valor | Ref. |
| ---- | ---- | ------------- | ------- | ------- | ----- | ---- |